# Epigiaura trachylepis
Epigiaura trachylepis is een vlinder uit de familie visstaartjes (Nolidae). De wetenschappelijke naam van deze soort is voor het eerst geldig gepubliceerd in  door A.E. Prout.
De soort komt voor in tropisch Afrika.